# Oiolyka
Oiolyka was in de Griekse mythologie de dochter van de honderdarmige reus Briareos en van Kymopolea, een zeenimf en dochter van de Olympische zeegod Poseidon en de nereïde Amphitrite. Mogelijk was ze de godin van de vloedgolven. 